# Угорщина на літніх Олімпійських іграх 1896
Представники угорської частини Австро-Угорщини вперше брали участь на літніх Олімпійських іграх 1896. В шести видах спорту виступили сім спортсменів. За результатами змагань команда зайняла шосте місце в медальному заліку, а один із спортсменів встановив олімпійський рекорд в плаванні.

## Медалісти

### Золото
| Золото |               |                                       |
| №      | Спортсмени    | Вид спорту (дисципліна)               |
| 1      | Альфред Хайош | Плавання (100 метрів вільним стилем)  |
| 2      | Альфред Хайош | Плавання (1200 метрів вільним стилем) |

### Срібло
| Срібло |             |                                     |
| №      | Спортсмени  | Вид спорту (дисципліна)             |
| 1      | Нандор Дані | Легкая атлетика (біг на 800 метрів) |

### Бронза
| Бронза |                  |                                    |
| №      | Спортсмени       | Вид спорту (дисципліна)            |
| 1      | Дьюла Келлнер    | Легка атлетика (марафон)           |
| 2      | Дьюла Келлнер    | Легка атлетика (біг на 100 метрів) |
| 3      | Момчіло Тапавіца | Теніс (одиночний розряд)           |

## Результати змагань

### Боротьба
| Момчіло Тапавіца | Стефанос Хрістопулос (GRE) програв | не пройшов | не пройшов | не пройшов | не пройшов |

### Легка атлетика

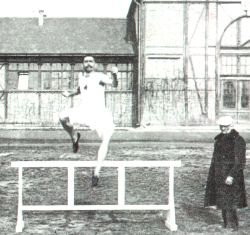
Алойз Сокол під час кваліфікаційного забігу

| Змагання               | Спортсмени    | Попередній раунд | Попередній раунд | Фінал      | Фінал      |
| Змагання               | Спортсмени    | Результат        | Місце            | Результат  | Місце      |
| ---------------------- | ------------- | ---------------- | ---------------- | ---------- | ---------- |
| 100 метрів             | Алойз Сокол   | 12,75 с          | 2                | 12,6 с     | 3          |
| 800 метрів             | Нандор Дані   | 2:10,2           | 2                | 2:11,8     | 2          |
| Марафон                | Дьюла Келлнер |                  |                  | 3:06:35    | 3          |
| 110 метрів з бар'єрами | Алойз Сокол   | невідомий        | 3-4              | не пройшов | не пройшов |
| Потрійний стрибок      | Алойз Сокол   |                  |                  | 11,26 м    | 4          |

### Плавання
| Змагання                   | Спортсмени    | Фінал     | Фінал |
| Змагання                   | Спортсмени    | Результат | Місце |
| -------------------------- | ------------- | --------- | ----- |
| 100 метрів вільним стилем  | Альфред Хайош | 1:22,2 OR | 1     |
| 1200 метрів вільним стилем | Альфред Хайош | 18:22,2   | 1     |

### Спортивна гімнастика
| Змагання         | Спортсмен       | Місце |
| ---------------- | --------------- | ----- |
| Опорний стрибок  | Десідеріус Вайн | 4-15  |
| Опорний стрибок  | Дьюла Какас     | 4-15  |
| Кінь             | Дьюла Какас     | 3-14  |
| Кільця           | Десідеріус Вайн | 5-8   |
| Перекладина      | Десідеріус Вайн | 3-15  |
| Перекладина      | Дьюла Какас     | 3-15  |
| Паралельні бруси | Десідеріус Вайн | 3-18  |
| Паралельні бруси | Дьюла Какас     | 3-18  |

### Теніс
| Змагання         | Спортсмени       | Перший раунд                | Другий раунд       | Півфінал                          | Фінал              |
| Змагання         | Спортсмени       | Суперник Результат          | Суперник Результат | Суперник Результат                | Суперник Результат |
| ---------------- | ---------------- | --------------------------- | ------------------ | --------------------------------- | ------------------ |
| Одиночний розряд | Момчіло Тапавіца | Д. Франгопулос (GRE) виграв |                    | Діонісіос Касдагліс (GRE) програв | не пройшов         |

### Важка атлетика
| Змагання             | Спортсмени       | Фінал     | Фінал |
| Змагання             | Спортсмени       | Результат | Місце |
| -------------------- | ---------------- | --------- | ----- |
| Поштовх двома руками | Момчіло Тапавіца | 80,0 кг   | 6     |